# Salonnes
Salonnes ist eine französische Gemeinde mit 171 Einwohnern (Stand 1. Januar 2022) im Département Moselle in der Region Grand Est (bis 2015 Lothringen).

## Geographie
Die Gemeinde Salonnes liegt an der Mündung der Petite Seille in die Seille im Saulnois, etwa vier Kilometer südlich von Château-Salins und 25 Kilometer ostnordöstlich von Nancy.
Zu Salonnes gehört auch der südwestlich des Kernortes gelegene Weiler Haute-Burthécourt (1915–18 Ober-Bürthenhofen/1940–44 Bürthenhofen). In der Nähe liegt das Château de Burthécourt.

## Geschichte
Der Ort wurde erstmals als „Salona“ 775 in einer Güterschenkung König Karls I. für das Kloster St. Denis erwähnt (Regesta Imperii I, 196) und ist nach dem Salzabbau benannt, der in der Gegend seit alters her betrieben wurde. 777 bestätigte der König, dass „Salona“ Eigenbesitz des Abtes Fulrad ist (Reg.Imp. I, 213), und der Ort steht auch im Testament dieses Abtes (Tangl, M., ... Regesten A+B). 821 lesen wir wieder von Salonnes, als Kaiser Ludwig der Fromme einen Tauschvertrag bestätigt (Reg.Imp. I, 747). 896 bestätigt König Zwentibold erneut die Zugehörigkeit der Zelle Salonnes zum Kloster St. Denis (Reg.Imp. I, 1962). 1915–18 und 1940–44 trug der Ort während seiner Zugehörigkeit zum Deutschen Reich den eingedeutschten Namen Salzdorf.
Durch die Bestimmungen im Friede von Vincennes kam der Weiler Burthécourt 1661 zu Frankreich.

### Bevölkerungsentwicklung
| Jahr      | 1962 | 1968 | 1975 | 1982 | 1990 | 1999 | 2007 | 2019 |
| Einwohner | 152  | 172  | 143  | 138  | 157  | 164  | 169  | 178  |

## Sehenswürdigkeiten

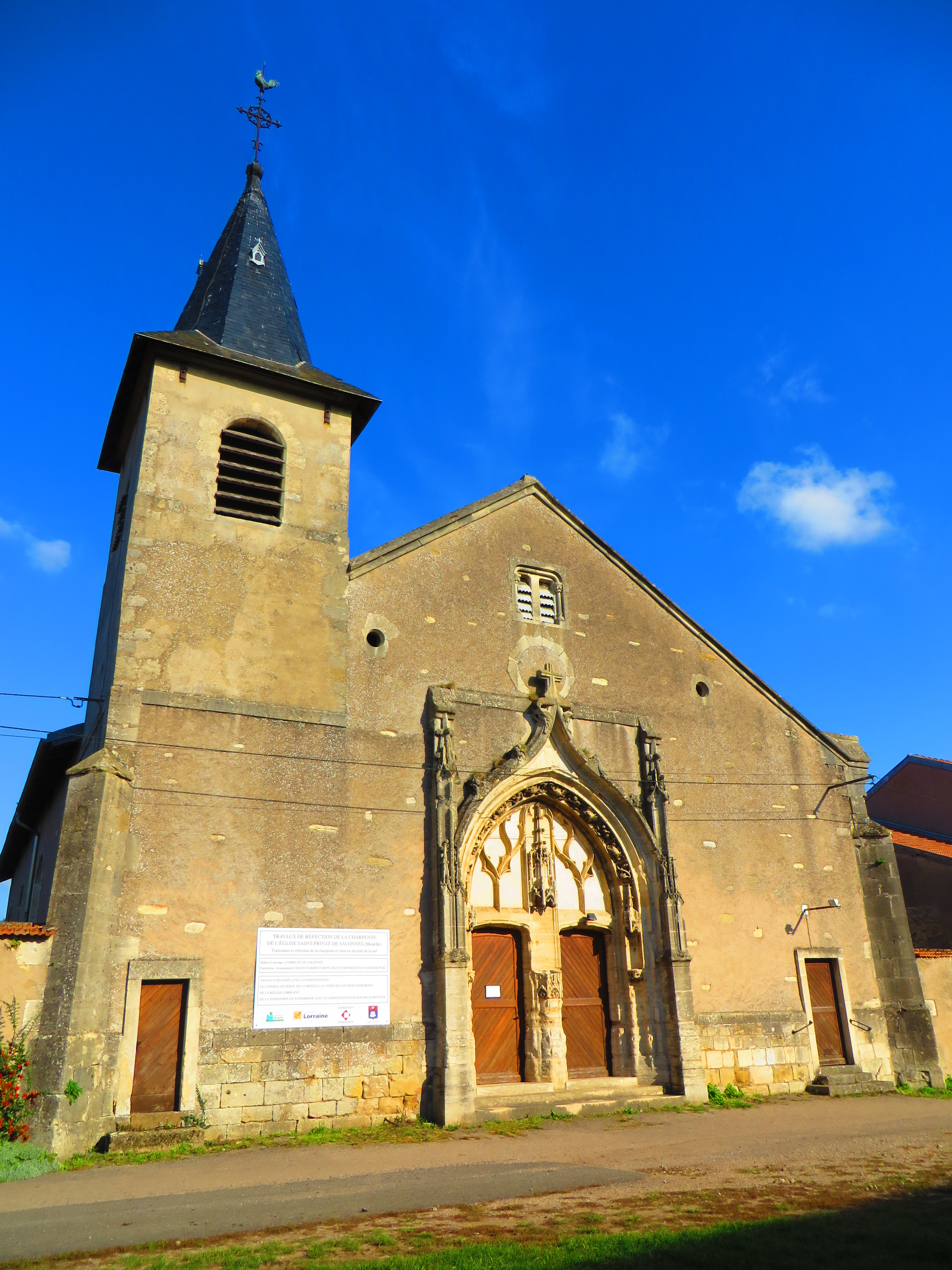
Kirche Saint-Privat

- Kirche Saint-Privat